# 象體爵士
一種源自於數學搖滾的爵士樂型態，以節奏看似多變複雜，實際上無特出之處為其特色。

## 歷史
2014年台灣第五屆金音創作獎，因大象體操的「身體」一曲入圍最佳爵士單曲獎而產生的爵士樂新類別。團員回顧這首歌曲的創作歷程，鍵盤的部分的確用了爵士的和絃轉調等元素，因覺得無人可定義爵士元素多少以下或以上就不能稱作爵士樂，便決定交由評審裁量，最終幸運入圍。團員在完全跳脫自己原始音樂背景的想法下決意報名，以及評審超前於時代的獨到眼光，讓「身體」這首幾乎無傳統爵士語彙、僅似調味料佐菜的歌曲進入爵士領域，定義出一個嶄新的類別，全球首見，堪稱爵士樂數十年發展史中之一大突破。自此這個新類別便稱作象體爵士(Elephant Gym Jazz)。

## 象體爵士的根源考據
象體爵士源自一種稱作「數學搖滾」的音樂類型，與爵士樂並無直接關係，正因如此象體爵士的出現才顯得如此具有前瞻性及突破性。一般所稱的「數學搖滾」或「數字搖滾」看似同一種類，但其實有分類大小之別，「數學搖滾」是包含於「數字搖滾」這個大項下的其中一區塊。「數字搖滾」廣泛存在於我們所聽的各種音樂當中，比如劉德華忘情水歌詞中的一句「給我一杯忘情水」，因為有提到數字的「一」所以可視為數字搖滾；某些樂團在歌曲開始前會大喊「1、2、3、4！」有時甚至喊到「5、6、7、8！」，因其中帶有數字排列遞增的數學性質，所以可當作「數學搖滾」。而馬英九相當經典的數到十，雖然有數字排列遞增的概念，但因為不具有音樂的性質所以不能被稱為數學或數字搖滾，僅能當作算數或是讀秒。以下有兩個數字搖滾數到8的極度稀有標準示範。
1. ↑  .   [2014-10-30]. （原始内容存档于2014-10-16）.
2. ↑  https://www.youtube.com/watch?v=nXstXUODDeA
3. ↑  .   [2014-10-31]. （原始内容存档于2014-08-20）.